# Dorfkirche Wollenberg (Höhenland)

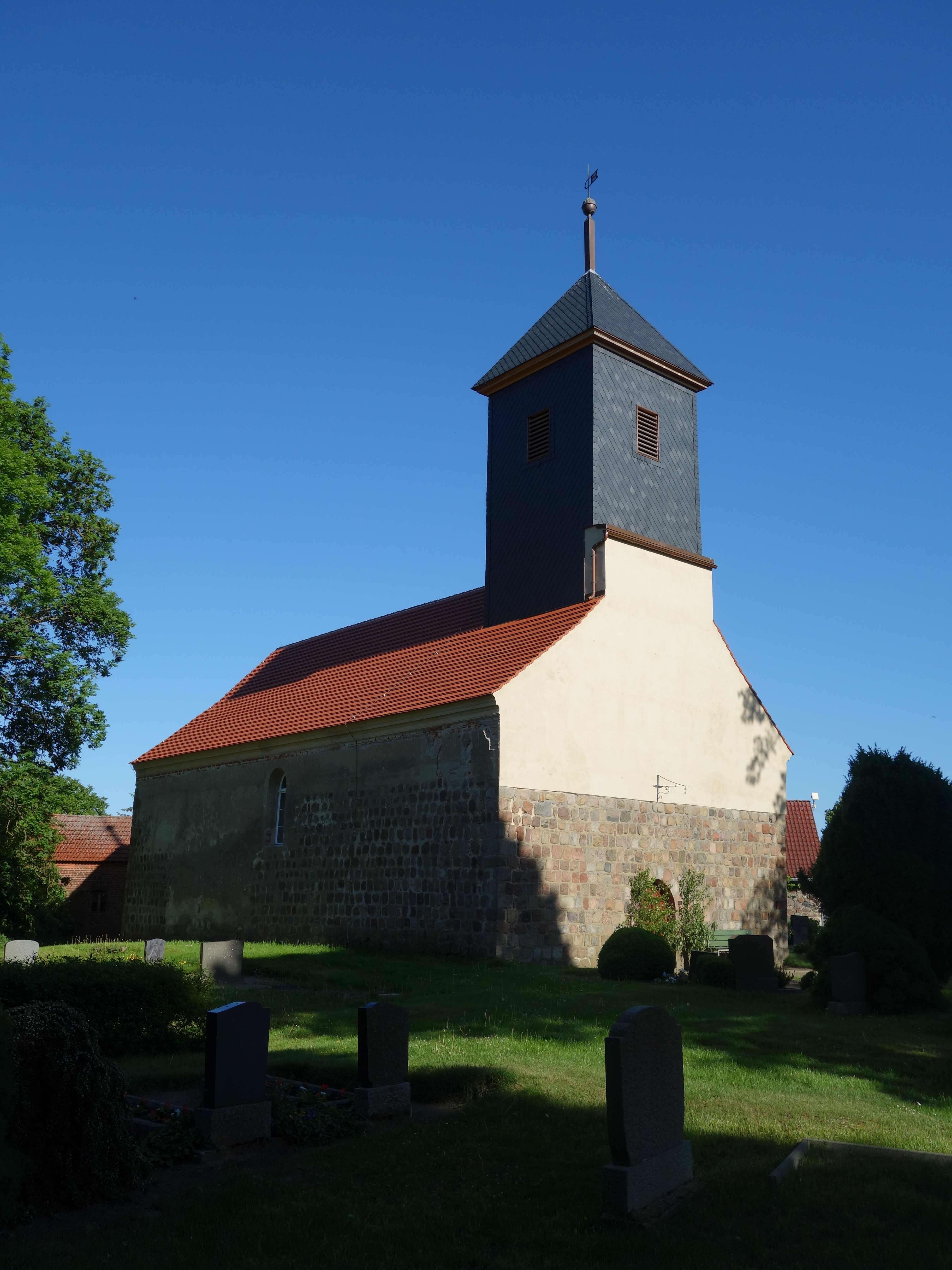
Dorfkirche Wollenberg, Nordwestansicht

Die Dorfkirche Wollenberg ist ein Kirchengebäude im Ortsteil Wollenberg der Gemeinde Höhenland im Landkreis Märkisch-Oderland  des deutschen Bundeslandes Brandenburg.
Die Kirche gehört zum Kirchenkreis Oderland-Spree der Evangelischen Kirche Berlin-Brandenburg-schlesische Oberlausitz.

## Architektur

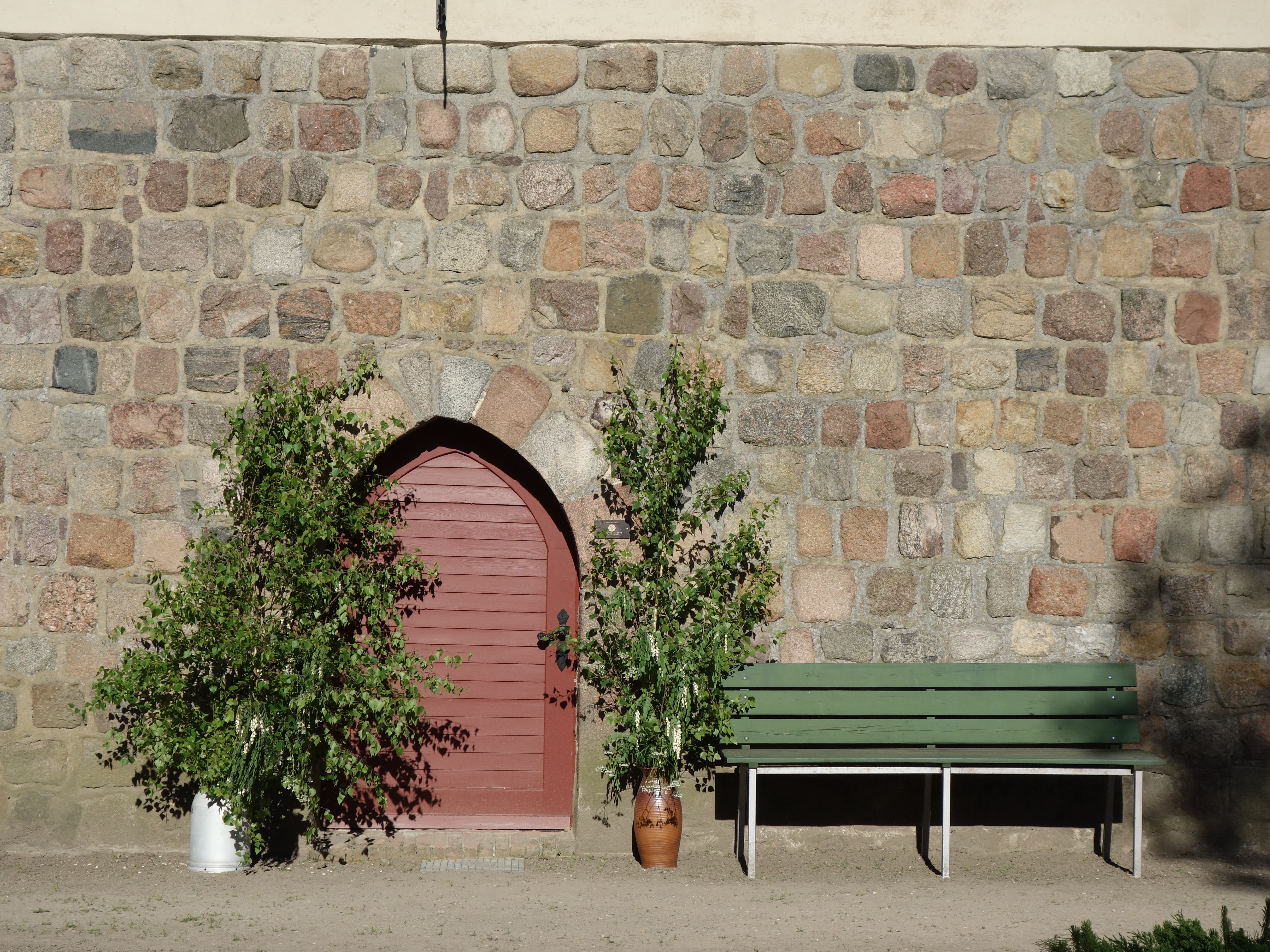
Westportal

Das 19 m lange und gut 10 m breite Kirchenschiff ist ein Feldsteinquaderbau aus der Mitte des 13. Jahrhunderts. Aus der Bauzeit stammen das Spitzbogenportal auf der Westseite und die Lanzettfenster in der östlichen Giebelwand. 1790 wurde der Dachturm aufgebaut. Dieser war zunächst verbrettert und wurde dann mit Schieferplatten verkleidet.

## Innengestaltung
Im Innern findet sich eine Ausstattung aus dem Beginn des 17. Jh. Dazu gehören ein Hochaltar mit Aufsatz und eine Kanzel. Die Kirche weist zwei Patronatslogen aus.